# Liste der Stolpersteine im Komitat Nógrád

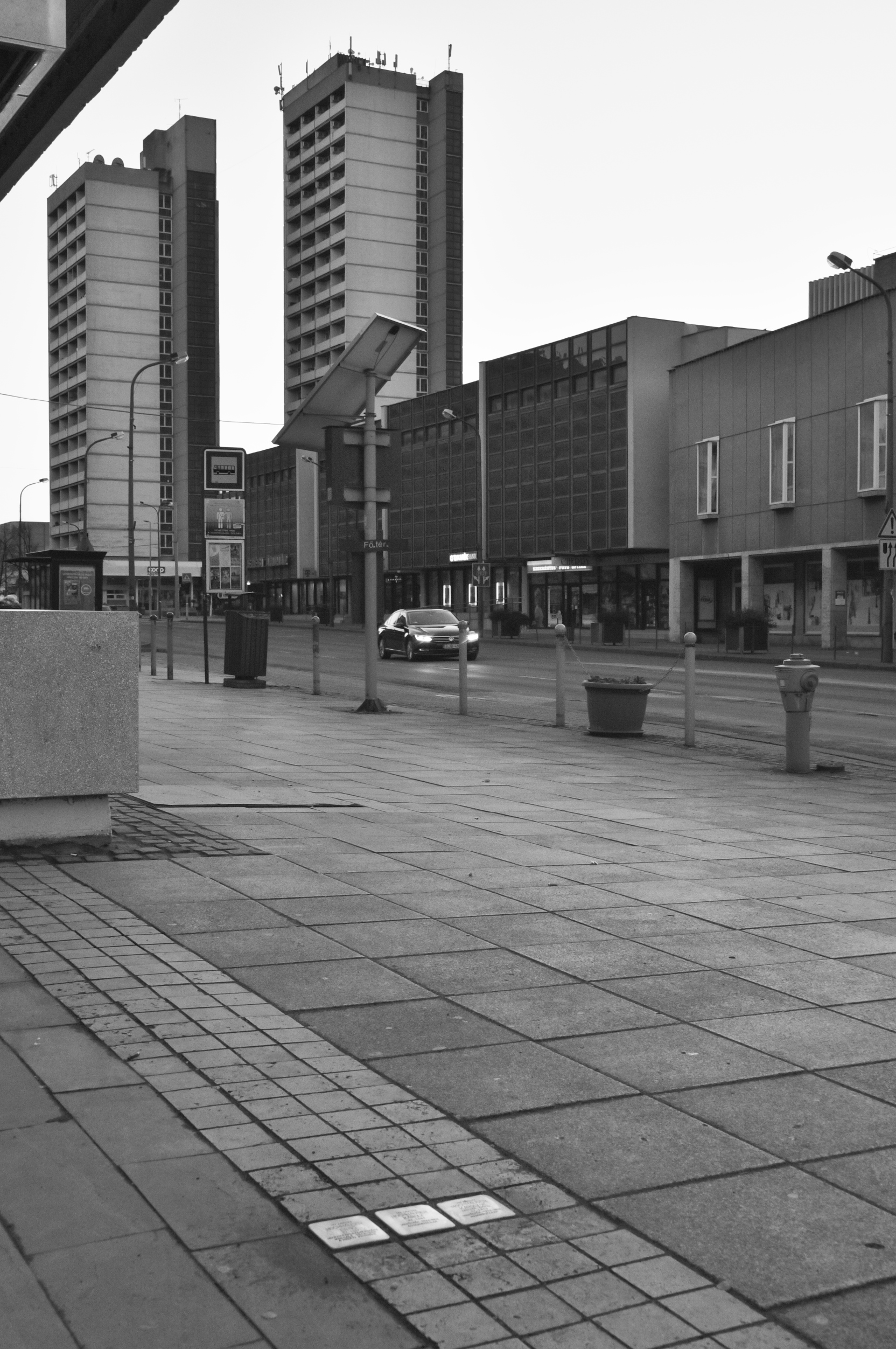
Stolpersteine in Salgótarján

Die Liste der Stolpersteine im Komitat Nógrád enthält die Stolpersteine, die im Komitat Nógrád in Nordungarn verlegt wurden. Stolpersteine erinnern an das Schicksal der Menschen, welche von den Nationalsozialisten ermordet, deportiert, vertrieben oder in den Suizid getrieben wurden. Die Stolpersteine wurden von Gunter Demnig verlegt und liegen im Regelfall vor dem letzten selbstgewählten Wohnsitz des Opfers. Stolpersteine heißen auf Ungarisch Botlatókő.
Die erste Verlegungen in diesem Komitat fanden am 12. September 2019 in Salgótarján statt.

## Verlegte Stolpersteine

### Pásztó
In Pásztó wurden an vier Adressen zehn Stolpersteine verlegt.
| Stolperstein | Übersetzung | Verlegeort                      | Name, Leben                                     |
| ------------ | --- | ------------------------------- | ----------------------------------------------- |
|              | HIER WOHNTE ANDOR FÖLDES JG. 1883 DEPORTIERT 1944 NACH AUSCHWITZ ERMORDET AM 26.6.1944                                 | Fő utca 61-63 Pásztó            | Andor Földes (1883-1944)                        |
|              | HIER WOHNTE DIE FRAU DES ANDOR FÖLDES BERTA KIVOVICS JG. 1890 DEPORTIERT 1944 NACH AUSCHWITZ ERMORDET IM JUNI 1944     | Fő utca 61-63 Pásztó            | Miriam Földes, geborene Kivovics (1890-1944)    |
|              | HIER WOHNTE ALBERT FRIED JG. 1882 DEPORTIERT 1944 NACH AUSCHWITZ ERMORDET AM 13.6.1944                                 | Csillag tér 4 Pásztó            | Albert Fried (1882-1944)                        |
|              | HIER WOHNTE DIE FRAU DES ALBERT FRIED SZERÉN GUTLOHN JG. 1888 DEPORTIERT 1944 NACH AUSCHWITZ ERMORDET AM 13.6.1944     | Csillag tér 4 Pásztó            | Szerén Fried, geborene Gutlohn (1888-1944)      |
|              | HIER WOHNTE BERTA HOCHHAUSER JG. 1901 DEPORTIERT 1944 NACH AUSCHWITZ ERMORDET IM JUNI 1944                             | Fő utca 31 Pásztó               | Berta Hochhauser (1901-1944)                    |
|              | HIER WOHNTE IGNÁC HOCHHAUSER JG. 1883 DEPORTIERT 1944 NACH AUSCHWITZ ERMORDET AM 15.7.1944                             | Alkotmány út 131 Pásztó-Hasznos | Ignác Hochhauser (1883-1944)                    |
|              | HIER WOHNTE LÁSZLÓ HOCHHAUSER JG. 1909 ZWANGSARBEIT IN MOLDAWIEN UMGEKOMMEN 1945                                       | Alkotmány út 131 Pásztó-Hasznos | László Hochhauser (1909-1945)                   |
|              | HIER WOHNTE DIE FRAU DES IGNÁC HOCHHAUSER MARGIT NEUMANN JG. 1890 DEPORTIERT 1944 NACH AUSCHWITZ ERMORDET AM 15.7.1944 | Alkotmány út 131 Pásztó-Hasznos | Margit Hochhauser, geborene Neumann (1890-1944) |
|              | HIER WOHNTE MARGIT HOCHHAUSER JG. 1901 DEPORTIERT 1944 NACH AUSCHWITZ ERMORDET IM JUNI 1944                            | Fő utca 31 Pásztó               | Margit Hochhauser (1901-1944)                   |
|              | HIER WOHNTE SÁNDOR HOCHHAUSER JG. 1907 ZWANGSARBEIT IN DER UKRAINE UMGEKOMMEN 1944                                     | Alkotmány út 131 Pásztó-Hasznos | Sándor Hochhauser (1907-1944)                   |

### Salgótarján
In Salgótarján wurden 15 Stolpersteine an vier Adressen verlegt.
| Stolperstein | Übersetzung | Verlegeort          | Name, Leben                           |
| ------------ | --- | ------------------- | ------------------------------------- |
|              | HIER WOHNTE DIE FRAU DES DANIEL FRIED ROZÁLIA ADLER JG. 1865 DEPORTIERT 1944 IM JUNI 1944 IN AUSCHWITZ ERMORDET  | Füleki út 4         | Rozália Fried, geborene Adler         |
|              | HIER WOHNTE ERNŐ HOCHHAUSER JG. 1917 ZWANGSARBEIT GEFALLEN 1942 AN DER OSTFRONT                                  | Főtér               | Ernő Hochhauser                       |
|              | HIER WOHNTE KAROLY HOCHHAUSER JG. 1881 ERMORDET 1944 AUSCHWITZ                                                   | Főtér               | Karoly Hochhauser                     |
|              | HIER WOHNTE DIE FRAU DES KAROL HOCHHAUSER ZSÓFIA LEITNER JG. 1886 ERMORDET 1944 AUSCHWITZ                        | Főtér               | Zsófia Hochhauser, geborene Leitner   |
|              | HIER WOHNTE KATALIN SCHWARZ JG. 1931 DEPORTIERT 1944 IM JUNI 1944 IN AUSCHWITZ ERMORDET                          | Füleki út 4         | Katalin Schwarz                       |
|              | HIER WOHNTE LIPÓT SCHWARZ JG. 1898 DEPORTIERT 1944 1945 BERGEN-BELSEN ERMORDET                                   | Füleki út 4         | Lipót Schwarz                         |
|              | HIER WOHNTE DIE FRAU DES LIPÓT SCHWARZ GIZELLA FRIED JG. 1894 DEPORTIERT 1944 IM JUNI 1944 IN AUSCHWITZ ERMORDET | Füleki út 4         | Gizella Schwarz, geborene Fried       |
|              | HIER WOHNTE GYULA WEISZ JG. 1904 ZWANGSARBEIT 1943 IN KŐSZEG ERMORDET                                            | Erzsébet tér 7      | Gyula Weisz                           |
|              | HIER WOHNTE GYURIKA WEISZ JG. 1939 DEPORTIERT 1944 AUSCHWITZ 16.6.1944 ERMORDET                                  | Erzsébet tér 7      | Gyurika Weisz                         |
|              | HIER WOHNTE DIE FRAU DES GYULA WEISZ RÓZSI WEISZBERGER JG. 1911 DEPORTIERT 1944 AUSCHWITZ 16.6.1944 ERMORDET     | Erzsébet tér 7      | Rózsi Weisz, geborene Weiszberger     |
|              | HIER WOHNTE HÉLEN WEISZBERGER JG. 1895 DEPORTIERT 1944 AUSCHWITZ 16.6.1944 ERMORDET                              | Erzsébet tér 7      | Helén Weiszberger                     |
|              | HIER WOHNTE HERMAN WEISZBERGER JG. 1872 DEPORTIERT 1944 AUSCHWITZ 16.6.1944 ERMORDET                             | Erzsébet tér 7      | Herman Weiszberger                    |
|              | HIER WOHNTE DIE FRAU DES HERMAN WEISZBERGER JG. 1891 DEPORTIERT 1944 AUSCHWITZ 16.6.1944 ERMORDET                | Erzsébet tér 7      | Frau des Herman Weiszberger           |
|              | HIER WOHNTE ELZUKA WIDDER JG. 1908 DEPORTIERT 1944 ERMORDET 15.6.1944 IN AUSCHWITZ                               | Arany János utca 12 | Elzuka Widder                         |
|              | HIER WOHNTE DIE FRAU DES LAJOS WIDDER KAROLINA SPIELBERGER JG. 1870 DEPORTIERT 1944 AUSCHWITZ 15.6.1944 ERMORDET | Arany János utca 12 | Karolina Widder, geborene Spielberger |

## Verlegedaten
- 12. September 2019: Salgótarján (durch Gunter Demnig persönlich)
- 3. Oktober 2021: Pásztó[1]